# Петлюка (крепост)
Петлюка, или Пеклюка, е някогашна крепост, разположена в община Сливница, Софийска област.
Крепостта се е издигала в планина Вискяр, близо до връх Пеключки камък. От древната крепост са останали части от стените, като останките не надминават на височина 1,20 метра, а на ширина са около 1,50 метра. В центъра на заграждението се намира кладенец, от който след разчистване са открити 8 м дълбочина.
В близост до крепостта, в подножието на връх Пеключки камък се намира пещерата Петлюка.
На няколко километра от крепостта се намира село Гургулят.